# Марія Анна Шикльгрубер
Марія Анна Шикльгрубер (нім. Maria Anna Schicklgruber; нар. 15 квітня 1795 або 1 липня 1796 в Австрії — пом. 6 або 7 січня 1847) — мати Алоїза Гітлера i бабуся Адольфа Гітлера.